# りゅう座BY星
りゅう座BY星（BY Draconis、略称: BY Dra）とは、太陽系からりゅう座の方向に54光年離れた位置に存在する恒星の連星系である。現在までにこの系に属する3つの天体（A、B、C）が確認されており、さらに第4の天体も存在が疑われている。
ABのペアは自転に伴って周期的な変光を示し、「りゅう座BY型変光星」と呼ばれる変光星の分類名の由来になっている。

## 概要
りゅう座BY星Aとりゅう座BY星Bは近接した連星系で、5.98日の公転周期で共通重心を周回している。スペクトル型はそれぞれK5Ve (dK5e)、K7Ve (dK7e) に分類される 。表面の明るさが均一でないため自転に伴って変光を示し、りゅう座BY型変光星の代表例となっている。
第3の恒星りゅう座BY星Cは、スペクトル型M5の暗い赤色矮星と推定され、連星系ABの外側を周回している。Cの推定質量は太陽の0.13倍、ABからの見かけの角距離は17秒で、系が地球から54光年離れているため実際の距離は277天文単位（地球と太陽の距離の277倍）に相当する。また、ヒッパルコス衛星のデータから公転周期114日の別の伴星の存在が示唆されているが、光学的には確認されていない。

## 変光
りゅう座BY星ABの変光は恒星の光球に現れる巨大黒点によって引き起こされている。恒星の自転によって、観測者から見た黒点の位置が変化することで平均周期3.8285日の変光が見られる。また、黒点自体の変化に伴って平均光度が数年周期で変動することも観測されている。ABの連星系が発する光の3分の2は恒星Aに占められているため変光の主因は恒星Aにあると考えられているが、黒点自体は双方の恒星に存在する可能性がある。なお、赤道付近に現れる太陽黒点と異なり、りゅう座BY星の黒点は極地域に発生していることが示されている。